# This Is Where I Came In (album)
A This Is Where I Came In című lemez a Bee Gees együttes diszkográfiájának harminckilencedik nagylemeze.

## Az album dalai
1. This Is Where I Came In (Barry, Robin és Maurice Gibb) – 4:56
2. She Keeps On Coming  (Barry, Robin és Maurice Gibb)  – 3:57
3. Sacred Trust (Barry, Robin és Maurice Gibb)  – 4:53
4. Wedding Day (Barry, Robin és Maurice Gibb) – 4:43
5. Man In The Middle (Barry és Maurice Gibb) – 4:21
6. Deja Vu (Barry, Robin és Maurice Gibb) – 4:19
7. Technicolor Dreams (Barry Gibb) – 3:04
8. Walking On Air (Maurice Gibb) – 4:05
9. Loose Talk Costs Lives (Barry Gibb) – 4:19
10. Embrace (Robin Gibb) – 4:43
11. The Extra Mile (Barry, Robin és Maurice Gibb) – 4:21
12. Voice in the Wilderness (Barry Gibb, Ben Stivers, Steve Rucker, Alan Kendall, Matt Bonelli) – 4:38

### Bónuszdalok
A japán és az ausztráliai kiadáson:  
1. Just In Case" Barry, Robin és Maurice Gibb) – 4:23
2. Promise The Earth"  Barry, Robin és Maurice Gibb) – 4:29

## A számok rögzítési ideje
- 1999 július-szeptember Middle Ear stúdió Miami Beach: Technicolor Dreams, Loose Talk Costs Lives, Voice in the Wilderness, Walking On Air, Man In The Middle,
- 1999 július-szeptember Area 21 London: Deja Vu, Promise The Earth", Embrace
- 1999 október Middle Ear stúdió Miami Beach: Wedding Day
- 2000 április-június Middle Ear stúdió Miami Beach: Just In Case", Sacred Trust, The Extra Mile, She Keeps On Coming, This Is Where I Came In,

## Közreműködők
- Barry Gibb – ének, gitár
- Robin Gibb – ének
- Maurice Gibb – gitár, billentyűs hangszerek, ének
- Samantha Gibb – ének
- Adam Gibb – ének
- Alan Kendall -gitár
- Robbie Mackintosh – gitár
- George „Chocolate” Perry – basszusgitár
- Matt Bonelli – basszusgitár
- Steve Rucker – dob
- Ben Stivers – billentyűs hangszerek
- Peter John Vettese – billentyűs hangszerek
- Alfredo Oliva, Mel Mei Luo, Orlando Forte, Hui Fang Chen, Marlusz Wojtowics, Gustavo Correa – hegedű
- Tim Barnes, Chauncey Patterson – brácsa
- David Cole, Chris Glansdorp- cselló
- Phil Bodner, Neil Bonsanti – klarinét
- Geoff Grant, Jim Hacker, Ken Faulk, Jason Carder – trombita
- John Knicker, Jon Hutchinson, Joe Barati – harsona
- Dwayne Dixon, Eric Kerley, Cheryle Naberhaus – harsona

## A nagylemez megjelenése országonként
- Standard Polydor 549 625 2 2001, Rhino 8122 77609-2 2006
- Argentína Universal 5385944-7 2001
- Ausztrália Polydor 7314 549 458-2 2001
- Egyesült Államok Universal 314 549 626-2 2001
- Kanada Universal 314 549 626-2 2001
- Japán Universal UICP-1018 2001
- Koreai Köztársaság Polygram DG 8212 2001
- Olaszország Polydor 549 458-2 2001
- Tajvan Universal 314 549 626-2 2001

## Az album dalaiból megjelent kislemezek, EP-k
- This Is Where I Came In / I will Be There / Just In Case / This Is Where I Came In Ausztrália és Egyesült Királyság Polydor 587 977 2 2001
- This Is Where I Came In / Massachusetts / To Love Somebody / Words / New York Mining Disaster / I Started a Joke Franciaország Polydor 8280 2001
- This Is Where I Came In / Just In Case Egyesült Királyság és Németország Polydor 587 670-2 2001
- This Is Where I Came In / Man In The Middle / I've Gotta Get a Message To You / Run To Me / Too Much Heaven promo Egyesült Királyság
- This Is Where I Came In / Words / Stayin Alive / How Deep Is Your Love / One Franciaország Polydor 00309 2001
- This Is Where I Came In / Sacred Trust / Wedding Day / Man In The Middle / She Keeps On Coming Ausztrália Polydor BGPRO 201 2001
- This Is Where I Came In promo Egyesült Államok Universal 203 962 2001, Egyesült Királyság Polydor 2001, Mexikó Polydor CDP 748-2 2001, Spanyolország Polydor BEEGEES1 2001
- This Is Where I Came In / You Should Be Dancing / Massachusetts  promo Egyesült Államok Universal 203 952 2001
- Sacred trust promo Spanyolország Polydor BEEGEES1 #1 2001

## Eladott példányok
A This Is Where I Came In lemezből a világban 850 ezer példány (ebből az Egyesült Államokban 260 ezer, az Egyesült Királyságban 120 ezer, Németországban 150 ezer) kelt el.

## Number One helyezés a világban
- This Is Where I Came In: Hongkong